# Yllenus erzinensis
Yllenus erzinensis là một loài nhện trong họ Salticidae.
Loài này thuộc chi Yllenus. Yllenus erzinensis được Dmitri Viktorovich Logunov & Yuri M. Marusik miêu tả năm 2003.